# Никол Волас
Никол Алехандра дел Барио Мартин (шп. Nicole Alejandra Wallace del Barrio Martín; Мадрид, 6. фебруар 2001) шпанска је глумица и певачица. Позната је по улози Ное у филмовима Мој грех (2023) и Твој грех (2024).

## Младост
Никол Волас је рођена и одрасла у Мадриду, главном граду Шпаније. Њен отац је Американац, због тога  Никол течно говори шпански и енглески језик. Одрастала је учећи да свира виолу и клавир, а одмалена је похађала часове певања. Никол се такође бави хип-хопом, фанком и модерним плесом више од 8 година. Такође има старију сестру Клои, која је редитељ, писац и фотограф.

## Каријера
Никол је своју каријеру почела са кратким филмовима.Први пут се појавила у кратком филму Ексцизија(енгл.Excision)  из 2008. у малој улози, насупрот глумици Теси Ферер из серије Увод у анатомију. Наставила је да ради у кратким филмовима, појављујући се у филму Campfire Creatures: The Skull of Sam као Вики, заједно са глумцем Робертом Енглундом, најпознатијим по улози Фредија Кругера у филмској франшизи  Ноћна мора у улици Елм (енгл. Nightmare on Elm Street).
Године 2018, Никол је  стекла славу након што је добила улогу Норе Грејс у серији  Скам Еспана продукције Movistar+ , заснованој на норвешкој тинејџерској серији Скам. Трећа сезона серије била је усредсређена на Николин лик, Нору, и лик Вири, коју игра Селија Монедеро. Сезона Норе и Вири, посебно, је награђена наградом Cima TV коју је доделио FesTVal de Vitoria  за начин на који је промовисала теме феминизма и оснаживања код омладинске публике.
Од када се пробила улогом Норе, Никол се појављивала у многим публикацијама, као што су СМода, Гламоур и Вогуе. Наставила је овај успех и у другим глумачким улогама, појављивајући се у драми  Парот(енгл. Parot) продукције TVE 2022 и љубавном филму  из 2023, Моја грешка(енгл. My fault) kao Ноах, којa је увученa у забрањену романсу са својим полубратом, Ником. Ника игра Николин колега из Скам Еспана, Габриел Гуевара. Моја грешка је филм заснован на популарном серијалу романа која је оригинално објављена на Ваттпаду, под називом Culpables , од стране Мерцедес Рон. Према Амазон Приме Видео-у, Моја грешка је достигао највећу цифру гледаности у року од три дана.Овај филм је достигао већи успех од било ког локалног оригиналног филма који није на енглеском језику у историји услуге након објављивања у јуну 2023. године. Такође је наставила да се појављује у разним другим кратким филмовима, укључујући Реј Спаркс(енгл. Ray Sparks) из 2019. у режији Рафе Павона и Ла фуерза дел Дестино из 2021. у режији Хавијера Алонса. 
Поред тога, Никол има  улоге у предстојећем филму, Вера, као Вера, и телевизијској мини серији, Ni una más, заснованој на истоименом роману Мигела Саеза Карала , као Алба.  Ni una más ће бити објављен на Нетфликс-у. Такође ће се појавити у филму  366. La promesa  као Нереа 2024. године.